# Татмиш-Югелево
Татми́ш-Ю́гелево (рос. Татмыш-Югелево, чув. Татмăш) — присілок у складі Батиревського району Чувашії, Росія. Входить до складу Новоахпердінського сільського поселення.
Населення — 551 особа (2010; 614 у 2002).
Національний склад:
- чуваші — 99 %